# Potsdamer Wassertaxi
Als Potsdamer Wassertaxi wurde ein Linienverkehr per Schiff mit festem Fahrplan in der brandenburgischen Landeshauptstadt Potsdam bezeichnet. Betrieben wurden die Schiffe durch die Weisse Flotte Potsdam.

## Geschichte
Auf einer Länge von etwa zehn Kilometern durchfließt die Havel die brandenburgische Landeshauptstadt Potsdam. Zwischen Sacrow, dem Waldbad Templin und dem Forsthaus Templin am Templiner See liegen zahlreiche Anlegepunkte, die für Touristen wie Einheimische interessant sind. Immer öfter wurde eine schnelle, busähnliche Verkehrsverbindung auf dem Wasser im Stadtgebiet nachgefragt. Um eine Verbindung zwischen den Sehenswürdigkeiten, den Hotels, dem Potsdamer Hauptbahnhof und der Innenstadt zu schaffen, entstand die Idee, mit kleinen, aber komfortablen Schiffen einen Taxi- oder busähnlichen Betrieb einzurichten, unabhängig vom überlasteten Straßenverkehr. Am 28. April 2007 startete das erste Potsdamer Wassertaxi in die erste Saison. Folgende Stationen wurden fahrplanmäßig ab Potsdam Hauptbahnhof-Havelhof von den Wassertaxen angelaufen: Die Wassertaxen übernahmen gleichzeitig den früher vorhandenen Fährverkehr zwischen Krughorn im Park Klein-Glienicke nach Sacrow.
Im Jahr 2023 wurde der Betrieb des Wassertaxis aufgrund von Personalmangel eingestellt.

## Bilder

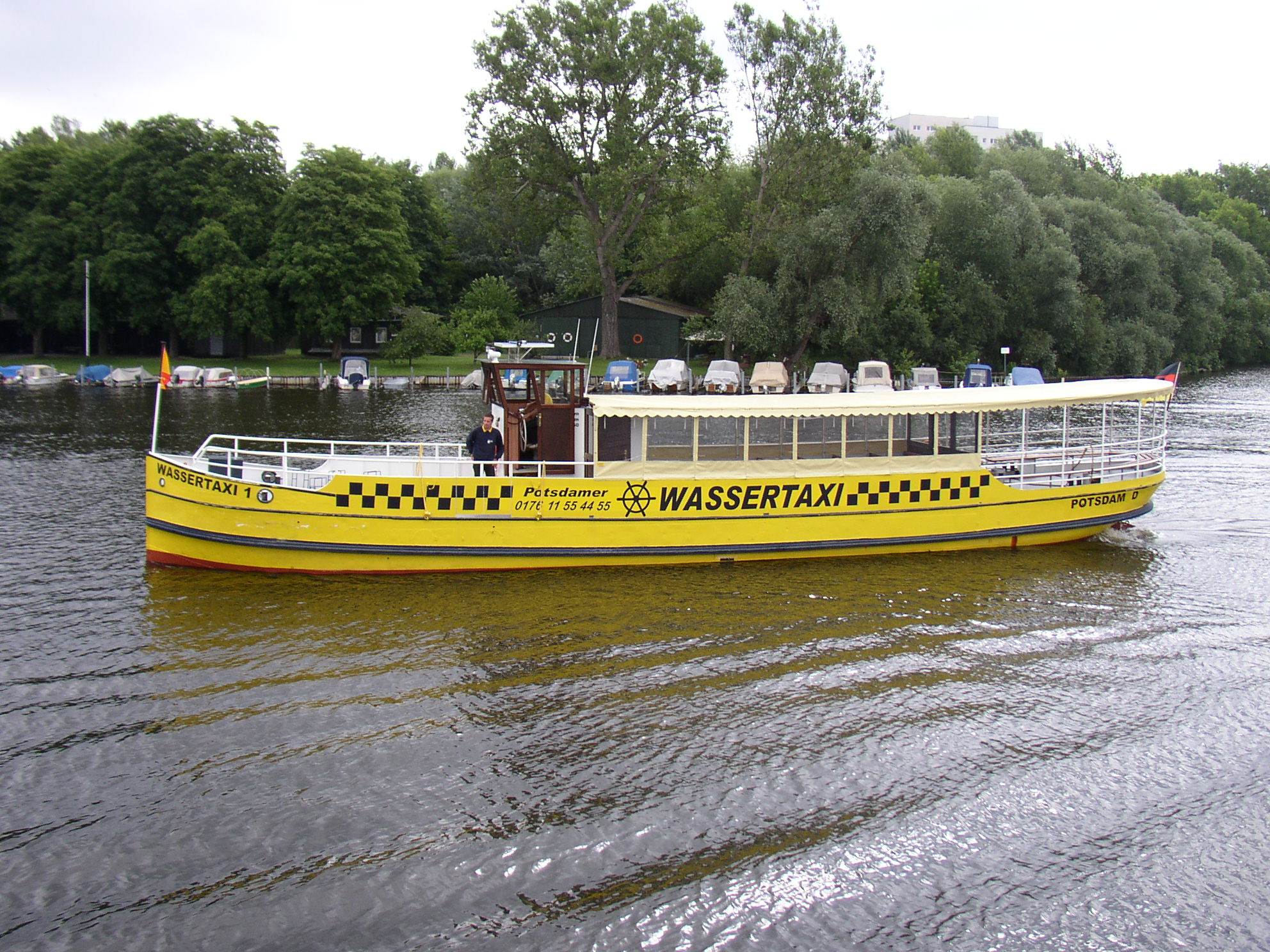
Früheres Wassertaxi
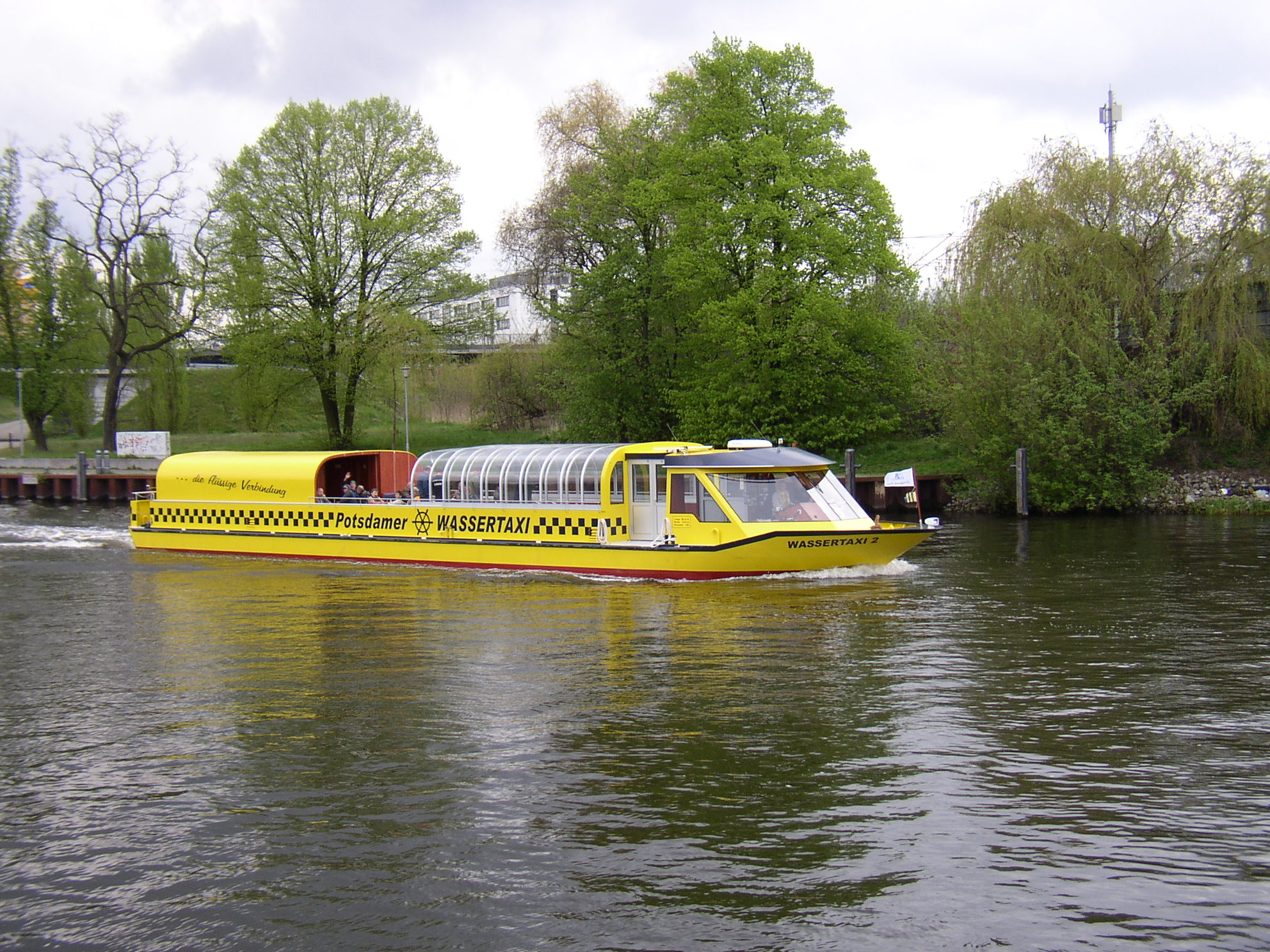
Wassertaxi 2
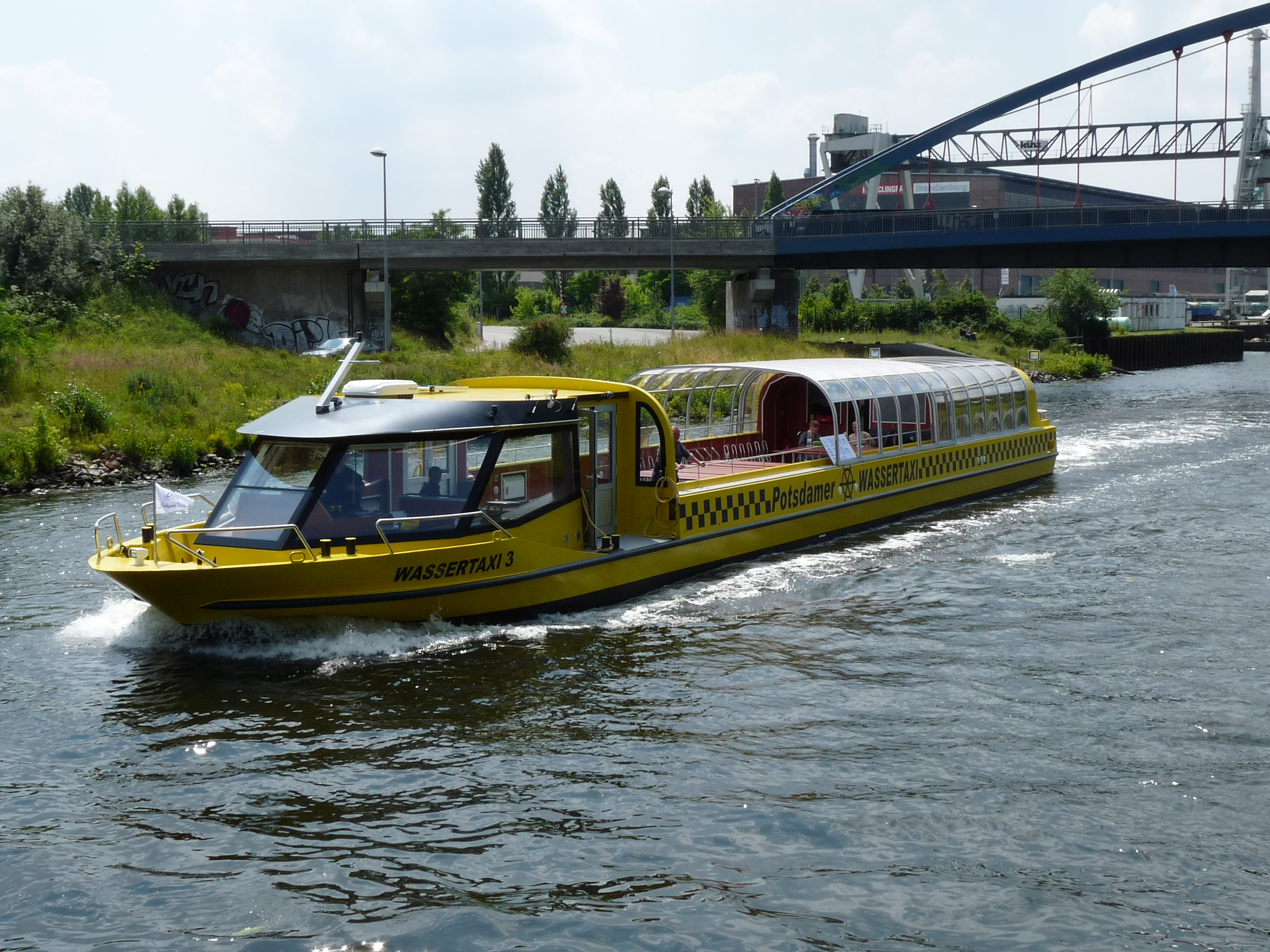
Wassertaxi 3

## Stationen
| Ab Potsdam Hauptbahnhof, Havelhof (Bahnhofseite) und zurück 1. Neustädter Havelbucht, Sanssouci 2. Potsdam–West, Arcona Hotel am Havelufer 3. Inselhotel Potsdam – Hermannswerder 4. Kongresshotel Potsdam am Templiner See 5. Seminaris SeeHotel, Pirschheide 6. Forsthaus Templin, Waldbad Templin | ab Potsdam Hauptbahnhof, Havelhof (Bahnhofseite) 1. Schiffbauergasse, Hans Otto Theater 2. Schloss und Park Babelsberg 3. Glienicker Brücke Potsdamer Uferseite 4. Meierei im Neuen Garten mit Zugang zum Schloss Cecilienhof und zusätzlich als Fähre zwischen 5. Sacrower Heilandskirche 6. Volkspark Glienicke, Krughorn |  |